# پیش‌تقویت‌کننده
پیش‌تقویت‌کننده (به انگلیسی: Preamplifier) یک نوع تقویت‌کننده الکترونیکی است که یک سیگنال ضعیف را به سیگنالی با توان کافی برای تقویت بعدی یا پردازش و تحمل نویز آماده می‌کند. آنها معمولاً برای تقویت سیگنال‌های حسگرهای آنالوگ مانند میکروفون و پیکاپ استفاده می‌شوند، از این رو پیش‌تقویت‌کننده معمولاً در نزدیک حسگر قرار داده می‌شود تا اثر نویز و تداخل کاهش پیدا کند. آن قبل از تقویت‌کننده قدرت استفاده می‌شود تا سیگنال روی سیم را بدون کاهش زیادِ نسبت سیگنال به نویز (SNR) تا تقویت‌کننده قدرت برساند.
سه نوع اساسی از پیش‌تقویت‌کننده‌ها موجود است:
- پیش‌تقویت‌کننده حساس به جریان
- پیش‌تقویت‌کننده ظرفیت خازنی پارازیتی
- پیش‌تقویت‌کننده حساس به بار

## سامانه‌های صوتی
پیش‌تقویت‌کننده بهره ولتاژ را فراهم می‌کند (به عنوان مثال، از ۱۰ میلی ولت تا ۱ ولت) اما بهره جریان قابل توجهی ندارد. بعد از پیش‌تقویت‌کننده، تقویت‌کننده دوم نوعاً یک تقویت‌کننده توان است که جریان لازم برای راه‌اندازی بلندگو را فراهم می‌آورد. برای این سامانه‌ها برخی از حسگرهای رایج میکروفون، پیکاپِ سازها و گرامافون‌ها هستند. پیش‌تقویت‌کننده‌ها اغلب در ورودی‌های میز صداآمیزی، میکسر DJ و کارت‌های صدا قرار می‌گیرند. آنها همچنین می‌توانند دستگاه‌هایی مستقل باشند.
پیش‌تقویت‌کننده‌ها ممکن است:
- در محفظه تقویت‌کننده‌ای اصلی گنجانده شده‌باشند.
- در محفظه جداگانه باشند.
- در داخل یا کنار منبع سیگنال، همچون میکروفون یا ساز موسیقی قرار گیرند.